# Liège-Bastogne-Liège 2001
Liège-Bastogne-Liège 2001 est la 87e édition de cette course cycliste sur route masculine. Elle a eu lieu le 22 avril 2001. Le Suisse Oscar Camenzind a remporté la course, réglant un groupe de cinq coureurs au sprint.
La course disputée sur un parcours de 258 kilomètres est l'une des manches de la Coupe du monde de cyclisme sur route 2001.

## Présentation

### Équipes
Liège-Bastogne-Liège figure au calendrier de la Coupe du monde de cyclisme sur route 2000.
On retrouve un total de 25 équipes au départ, 22 faisant partie des GSI, la première division mondiale, et les trois dernières des GSII, la seconde division mondiale.
| Groupes sportifs I (22)- Mapei-Quick Step - Rabobank - Lotto-Adecco - Fassa Bortolo - Domo-Farm Frites-Latexco - Cofidis-Le Crédit par Téléphone - Deutsche Telekom - ONCE-Eroski - US Postal Service - Mercury-Viatel - Liquigas-Pata - Saeco - CSC-World Online - Euskaltel-Euskadi - Lampre-Daikin - Tacconi Sport-Vini Caldirola - Mercatone Uno-Stream TV - Crédit agricole - Kelme-Costa Blanca - iBanesto.com - Festina - Coast-Buffalo Groupes sportifs II (3)- Ville de Charleroi-New Systems - Landbouwkrediet-Colnago - Collstrop-Palmans |
| |

## Déroulement de la course
Le Belge Marc Streel, parti dès le 7e kilomètre, effectue 162 km d'échappée solitaire. Après avoir creusé un écart de vingt minutes, il est repris dans la côte de Stockeu. Peu de temps après, neuf coureurs se détachent : Maarten den Bakker, Koos Moerenhout, Jens Heppner, Jörg Jaksche, José Alberto Martínez, Maximilian Sciandri, Eddy Mazzoleni, Bobby Julich, Michel Vanhaecke. Ils sont rapidement rejoints par quatre coureurs : Alexandre Vinokourov, Gorad Stangelj, Dario Frigo et Dave Bruylandts. Ces quatre coureurs plus Mazzoleni et den Bakker se détachent dans la côte de la Redoute. Ils sont pourtant repris par le peloton des favoris dans la côte de Sart-Tilman. Cinq coureurs se détachent dans la côte de Saint-Nicolas, et ne seront plus rejoints. Malgré les accélérations de Francesco Casagrande, c'est Oscar Camenzind qui règle le petit groupe au sprint.

## Classements

### Classement de la course
| \| Classement général \| Classement général \| Classement général \| Classement général \| Classement général \| \| Coureur \| Coureur \| Pays \| Équipe \| Temps \| \| ------------------ \| -------------------- \| ------------------ \| ---------------------------- \| ------------------ \| \| 1er \| Oscar Camenzind \| Suisse \| Lampre-Daikin \| 6 h 42 min 38 s \| \| 2e \| Davide Rebellin \| Italie \| Liquigas-Pata \| + 0 s \| \| 3e \| David Etxebarria \| Espagne \| Euskaltel-Euskadi \| + 0 s \| \| 4e \| Francesco Casagrande \| Italie \| Fassa Bortolo \| + 0 s \| \| 5e \| Michael Boogerd \| Pays-Bas \| Rabobank \| + 0 s \| \| 6e \| Raimondas Rumšas \| Lituanie \| Fassa Bortolo \| + 25 s \| \| 7e \| Marcos Serrano \| Espagne \| ONCE-Eroski \| + 25 s \| \| 8e \| Erik Dekker \| Pays-Bas \| Rabobank \| + 25 s \| \| 9e \| Markus Zberg \| Suisse \| Rabobank \| + 25 s \| \| 10e \| Beat Zberg \| Suisse \| Rabobank \| + 25 s \| \| 11e \| Igor Astarloa \| Espagne \| Mercatone Uno-Stream TV \| + 25 s \| \| 12e \| Peter Luttenberger \| Autriche \| Tacconi Sport-Vini Caldirola \| + 25 s \| \| 13e \| Peter Van Petegem \| Belgique \| Mercury-Viatel \| + 25 s \| \| 14e \| Udo Bölts \| Allemagne \| Deutsche Telekom \| + 25 s \| \| 15e \| Paolo Bettini \| Italie \| Mapei-Quick Step \| + 25 s \| \| 16e \| Pavel Tonkov \| Russie \| Mercury-Viatel \| + 25 s \| \| 17e \| Michael Blaudzun \| Danemark \| CSC-World Online \| + 25 s \| \| 18e \| Mikel Zarrabeitia \| Espagne \| ONCE-Eroski \| + 25 s \| \| 19e \| Wladimir Belli \| Italie \| Fassa Bortolo \| + 25 s \| \| 20e \| Eddy Mazzoleni \| Italie \| Tacconi Sport-Vini Caldirola \| + 25 s \| |                      |           |                              |                 |
| |                      |           |                              |                 |
| |                      |           |                              |                 |
| Classement général |                      |           |                              |                 |
| Coureur | Coureur              | Pays      | Équipe                       | Temps           |
| 1er | Oscar Camenzind      | Suisse    | Lampre-Daikin                | 6 h 42 min 38 s |
| 2e | Davide Rebellin      | Italie    | Liquigas-Pata                | + 0 s           |
| 3e | David Etxebarria     | Espagne   | Euskaltel-Euskadi            | + 0 s           |
| 4e | Francesco Casagrande | Italie    | Fassa Bortolo                | + 0 s           |
| 5e | Michael Boogerd      | Pays-Bas  | Rabobank                     | + 0 s           |
| 6e | Raimondas Rumšas     | Lituanie  | Fassa Bortolo                | + 25 s          |
| 7e | Marcos Serrano       | Espagne   | ONCE-Eroski                  | + 25 s          |
| 8e | Erik Dekker          | Pays-Bas  | Rabobank                     | + 25 s          |
| 9e | Markus Zberg         | Suisse    | Rabobank                     | + 25 s          |
| 10e | Beat Zberg           | Suisse    | Rabobank                     | + 25 s          |
| 11e | Igor Astarloa        | Espagne   | Mercatone Uno-Stream TV      | + 25 s          |
| 12e | Peter Luttenberger   | Autriche  | Tacconi Sport-Vini Caldirola | + 25 s          |
| 13e | Peter Van Petegem    | Belgique  | Mercury-Viatel               | + 25 s          |
| 14e | Udo Bölts            | Allemagne | Deutsche Telekom             | + 25 s          |
| 15e | Paolo Bettini        | Italie    | Mapei-Quick Step             | + 25 s          |
| 16e | Pavel Tonkov         | Russie    | Mercury-Viatel               | + 25 s          |
| 17e | Michael Blaudzun     | Danemark  | CSC-World Online             | + 25 s          |
| 18e | Mikel Zarrabeitia    | Espagne   | ONCE-Eroski                  | + 25 s          |
| 19e | Wladimir Belli       | Italie    | Fassa Bortolo                | + 25 s          |
| 20e | Eddy Mazzoleni       | Italie    | Tacconi Sport-Vini Caldirola | + 25 s          |

### Classement UCI
La course attribue des points à la Coupe du monde de cyclisme sur route 2001 selon le barème suivant :
| Position           | 1er | 2e | 3e | 4e | 5e | 6e | 7e | 8e | 9e | 10e | 11e | 12e | 13e | 14e | 15e | 16e | 17e | 18e | 19e | 20e | 21e | 22e | 23e | 24e | 25e |
| Classement général | 100 | 70 | 50 | 40 | 36 | 32 | 28 | 24 | 20 | 16  | 15  | 14  | 13  | 12  | 11  | 10  | 9   | 8   | 7   | 6   | 5   | 4   | 3   | 2   | 1   |